# Gerhard Doerfer
Gerhard Doerfer (ur. 8 marca 1920 w Królewcu, zm. 27 grudnia 2003 w Getyndze) – niemiecki językoznawca. Specjalizował się w językach tureckich i ałtajskich.
W latach 1952–1954 studiował turkologię i ałtaistykę na Wolnym Uniwersytecie Berlińskim pod kierunkiem Karla Heinricha Mengesa. W 1954 r. uzyskał doktorat (summa cum laude).
Był krytykiem teorii ałtajskiej.

## Publikacje (wybór)
- Zur Syntax der Geheime Geschichte der Mongolen (1954)
- Der Numerus im Mandschu (1963)
- Türkische Lehnwörter im Tadschikischen (1967)
- Ist das Japanische mit den altaischen Sprachen verwandt? (1974)
- Grundwort und Sprachmischung: eine Untersuchung an Hand von Korperteilbezeichnungen (1988)